# Draadstaartvissen
Draadstaartvissen (Stylephoridae) zijn een familie van straalvinnige vissen uit de orde van Koningsvissen (Lampriformes).

## Geslacht
- Stylephorus G. Shaw, 1791